# 垄断协议
垄断协议是指排除、限制竞争的协议、决定或者其他协同行为，是垄断行为的一种，是反垄断法规制的主要对象。
垄断协议一般分为横向垄断协议与纵向垄断协议。横向垄断协议又称水平垄断协议，是指处于不同生产或销售环节、具有直接竞争关系的经营者之间订立的垄断协议；纵向垄断协议又称垂直垄断协议，是指处于不同的生产经营阶段、不具有直接竞争关系的经营者之间订立的协议。

## 典型的垄断协议
横向垄断协议：
- 固定或变更商品价格
- 限制商品的生产数量或者销售数量
- 分割销售市场或者原材料采购市场
- 限制购买新技术、新设备或者限制开发新技术、新产品
- 联合抵制与第三人的交易

纵向垄断协议：
- 固定向第三人转售商品的价格
- 限定向第三人转售商品的最低价格

## 豁免制度
豁免制度是指一些垄断行为在形式上符合反垄断法禁止的情形，但总体上又有利于社会利益，如改进技术、提高质量、节约资源等，因而不再适用反垄断法禁止性规定的法律制度。各国反垄断法均设有豁免条款。